# Stichodactyla mertensii
Espèce
L'Anémone de Mertens (Stichodactyla mertensii) est une espèce d'anémone de mer de la famille des Stichodactylidés. Son nom honore la mémoire du naturaliste Karl Heinrich Mertens (1796-1830) qui fit le tour du monde au cours de l'expédition de Friedrich von Lütke (1826-1829).

## Description et caractéristiques
C'est une grande anémone aplatie, de forme plus ou moins discoïdale, et pouvant mesurer jusqu'à 1,5 m de diamètre. Toute la face supérieure du disque est couverte de courts tentacules à bout arrondi, non collants et de couleur grise, beige ou verte (suivant les symbiotes hébergés). La face inférieure est lisse et claire, parcourue de lignes radiales formées de verrues irrégulières, de couleur orangée ou rougeâtre. 

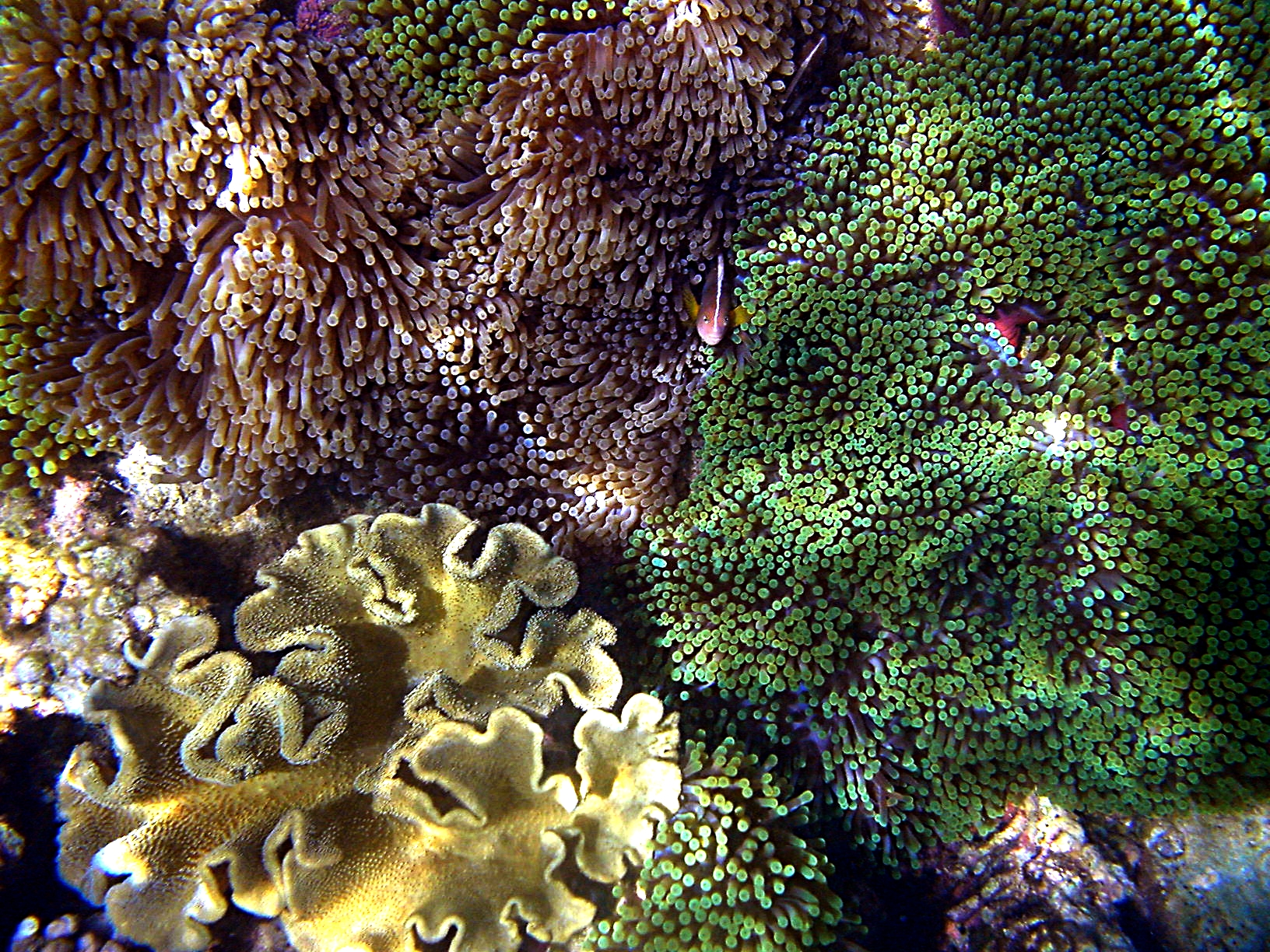
Différents coloris
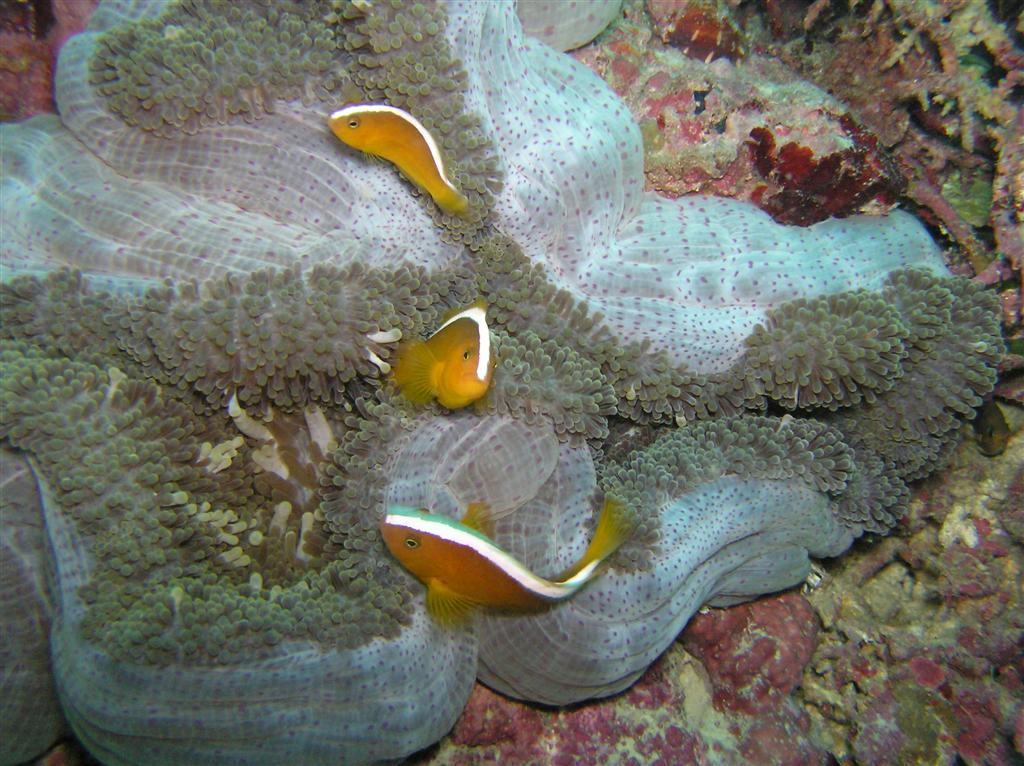
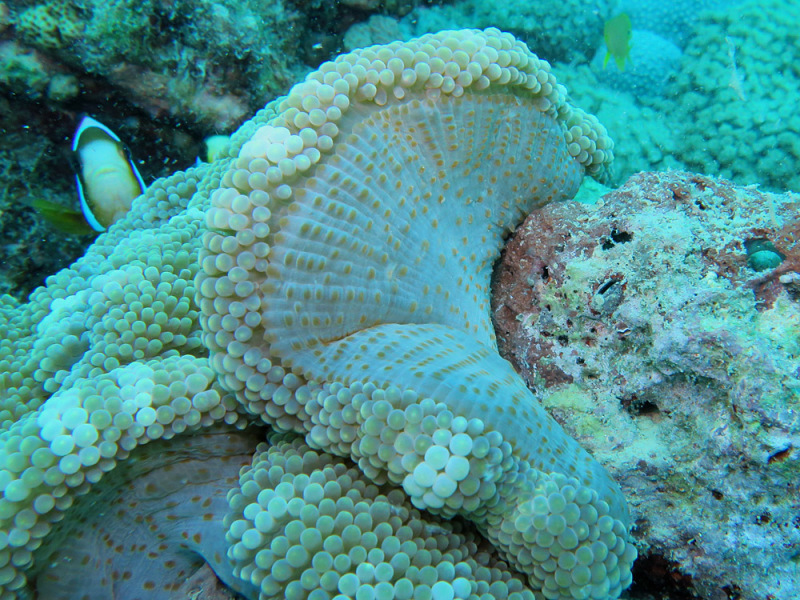
Face inférieure caractéristique

## Habitat
On trouve cette anémone dans les écosystèmes coralliens de tout l'Indo-Pacifique tropical. 
Elle se développe sur des substrats durs, mais peut apprécier des platiers nus couverts d'un peu de sable, où son exposition au soleil sera maximale. Sur les substrats plus sableux et notamment les herbiers elle est remplacée par l'espèce proche Stichodactyla haddoni. 

## Symbioses
Cette espèce vit en association avec plusieurs espèces de poisson-clown. On y trouve notamment les espèces :
Amphiprion akallopisos, 
Amphiprion akindynos, 
Amphiprion allardi, 
Amphiprion bicinctus, 
Amphiprion chrysogaster, 
Amphiprion chrysopterus, 
Amphiprion clarkii, 
Amphiprion fuscocaudatus, 
Amphiprion latifasciatus, 
Amphiprion leucokranos, 
Amphiprion ocellaris, 
Amphiprion sandaracinos, 
et Amphiprion tricinctus.